# Kis rétisáska
A kis rétisáska (Stenobothrus stigmaticus) a sáskafélék családjába tartozó, Eurázsiában honos sáskafaj.

## Megjelenése
A kis rétisáska testhossza a hím esetében 11-15 mm, a nőstény 15-20 mm. Kis termetű faj, Közép-Európa egyik legkisebb sáskája. Színe zöldes, néha barnás. A fejtől a torpajzs élein át a szárnyakig két világos csík húzódik. A torpajzs élei egyenesek vagy enyhén befelé ívelnek. A hím potrohvége narancspiros lehet. Keskeny szárnyai majdnem elérik a hátsó térdet, nem haladják túl azt. Szárnyának háromnegyedénél világos stigma található, ami néha alig látszik. Az elülső szárny peremén fehér vonal húzódik.
Hangja halk és nem feltűnő reszelős cirpelés, mely halkan indul, de nagyon gyorsan eléri a maximális hangerőt. Egy strófa 1-3 másodpercig tart, ezt ismételgeti szabálytalan időközönként. 

### Hasonló fajok
A sztyeppréti sáska, a barna tarlósáska és a szőke tarlósáska hasonlít hozzá.

## Elterjedése
Eurázsiában honos Spanyolországtól egészen Mongóliáig. Olaszországból, az Alpok területéről és Skandináviából hiányzik. Magyarországon többfelé előfordul (Alföld, Északi-középhegység, Alpokalja) de viszonylag ritka. 

## Életmódja
Rövidfüvű, napsütötte, félszáraz gyepekben, legelőkön fordul elő, ahol a talaj többnyire tápanyagban szegény és meszes vagy semleges kémhatású. Nyílt, csupasz talajfoltokra nincs feltétlenül szüksége.  
Kifejlett egyedeivel július elejétől október végéig találkozhatunk. A nőstény a talajba vagy a fűcsomók tövébe rakja petéit. Az áttelelő petékből május végén kelnek ki a lárvák, amelyek négyszer (hímek) vagy négy-ötször (nőstények) vedlenek.

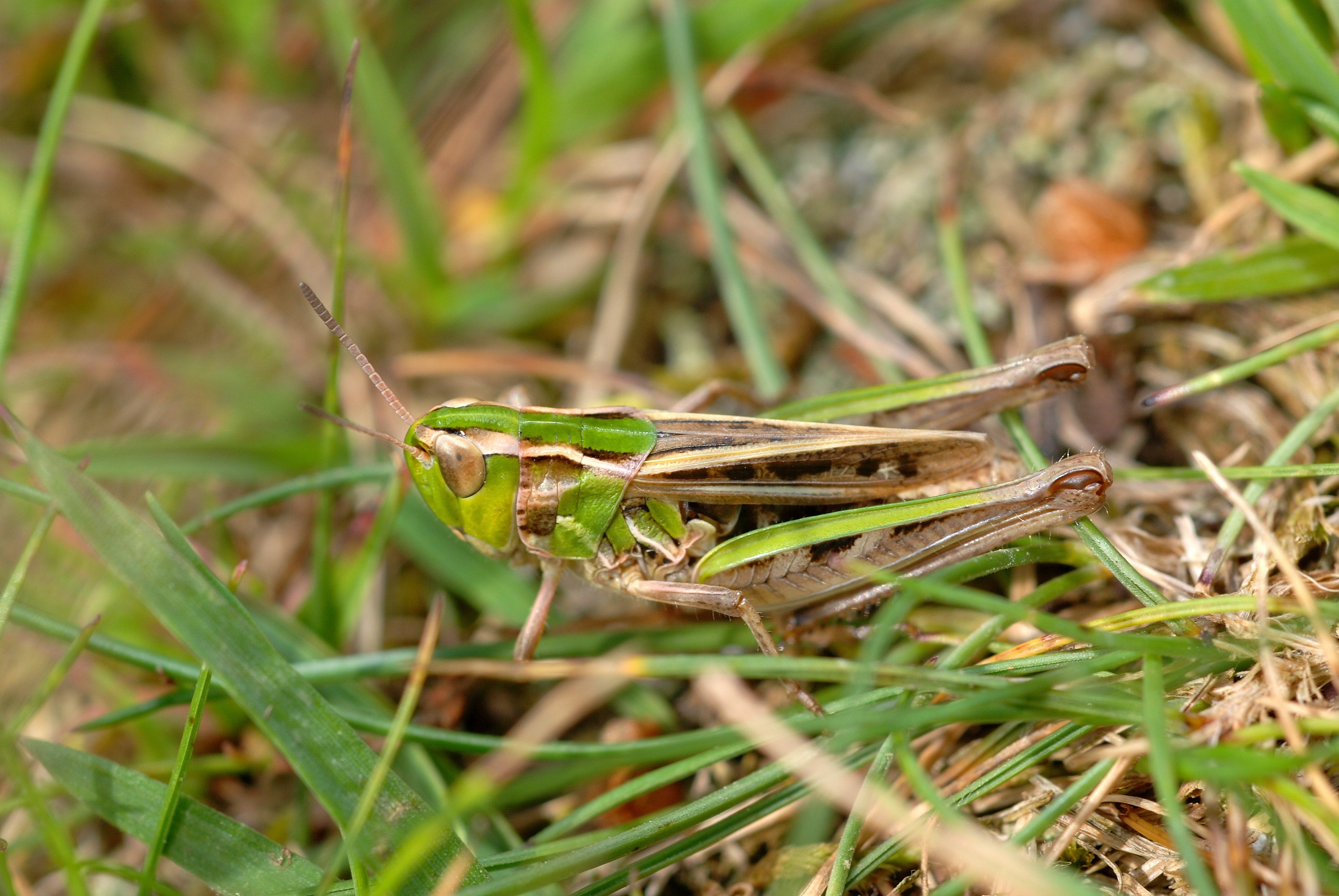
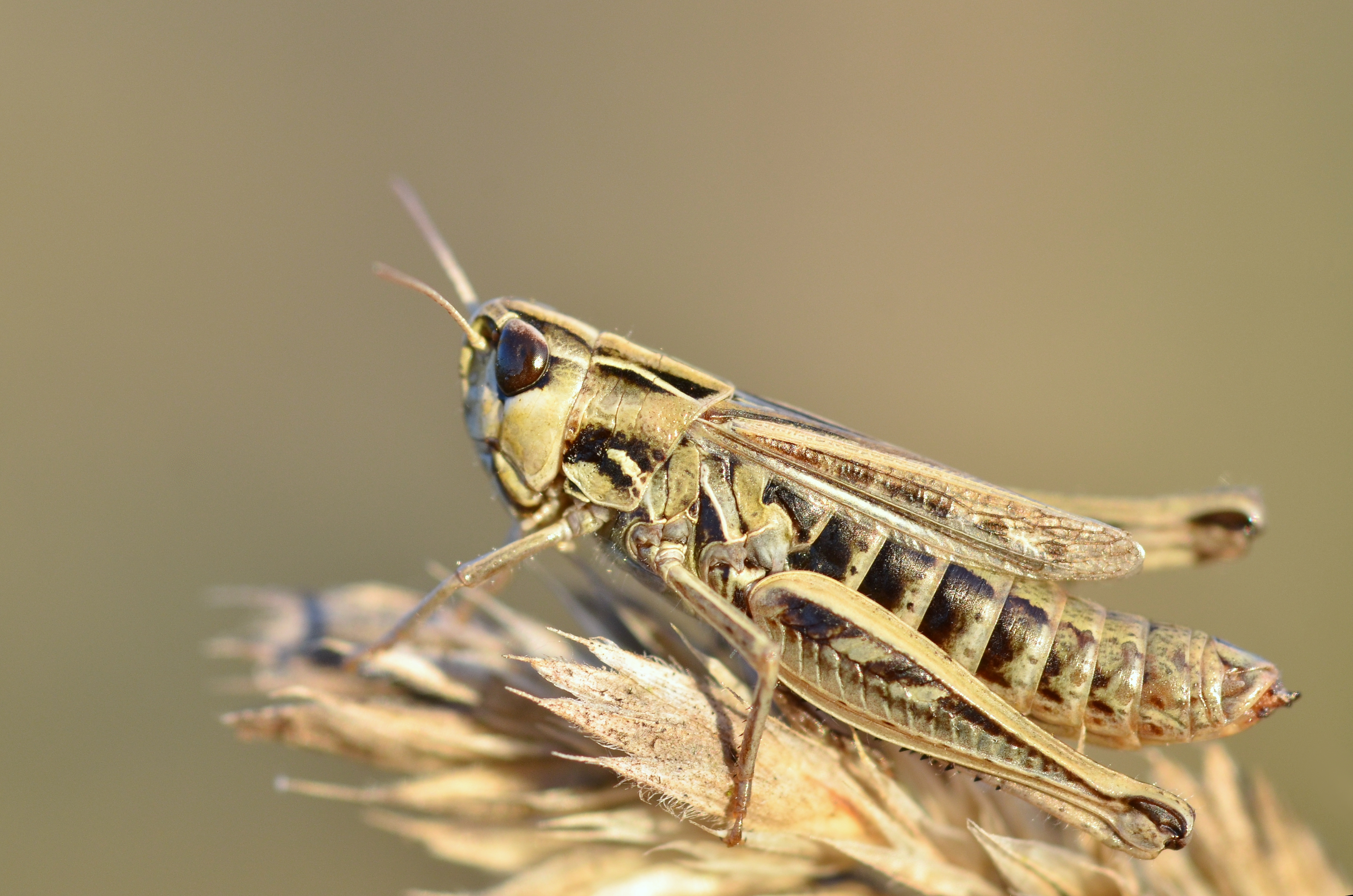
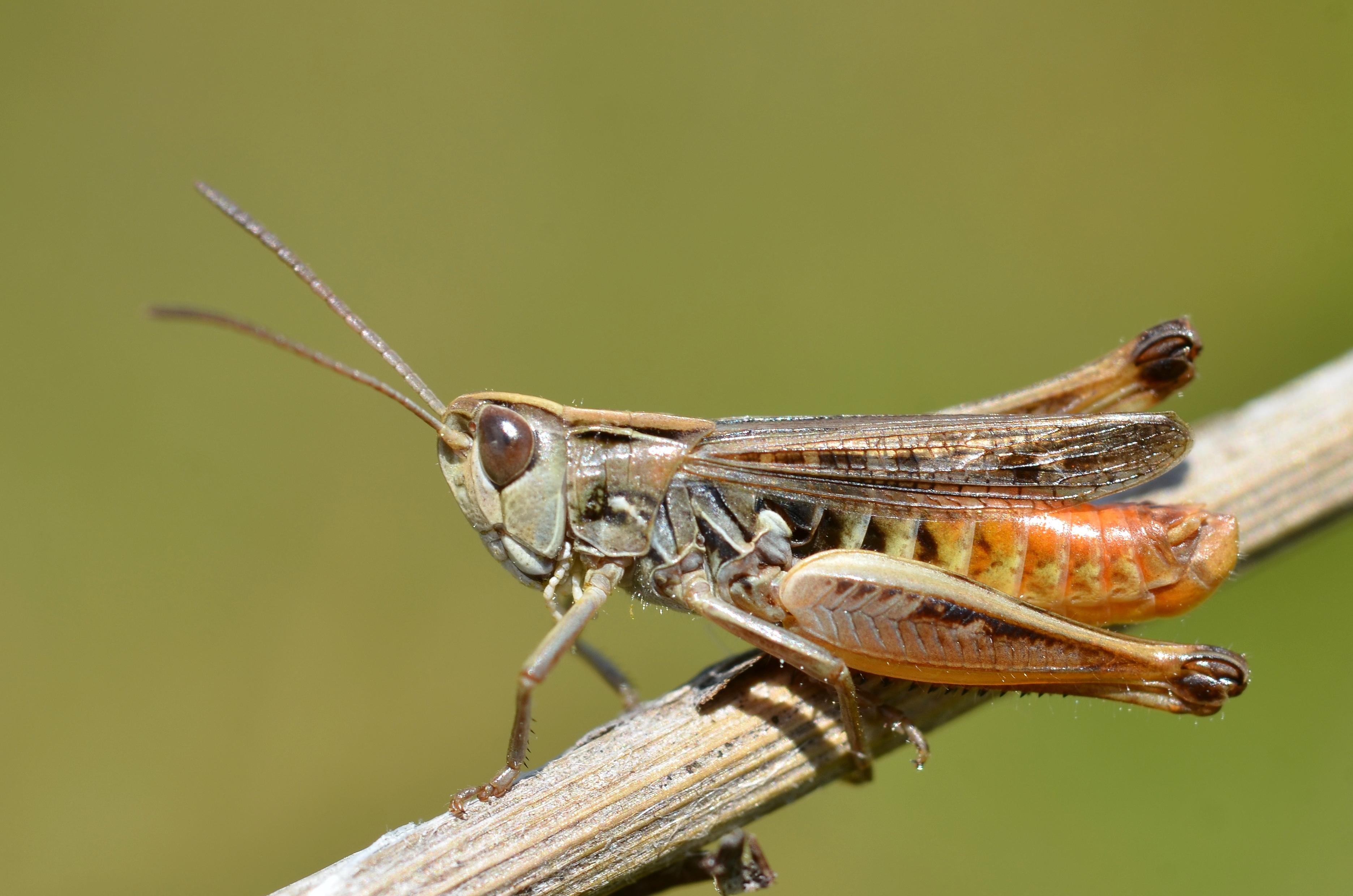
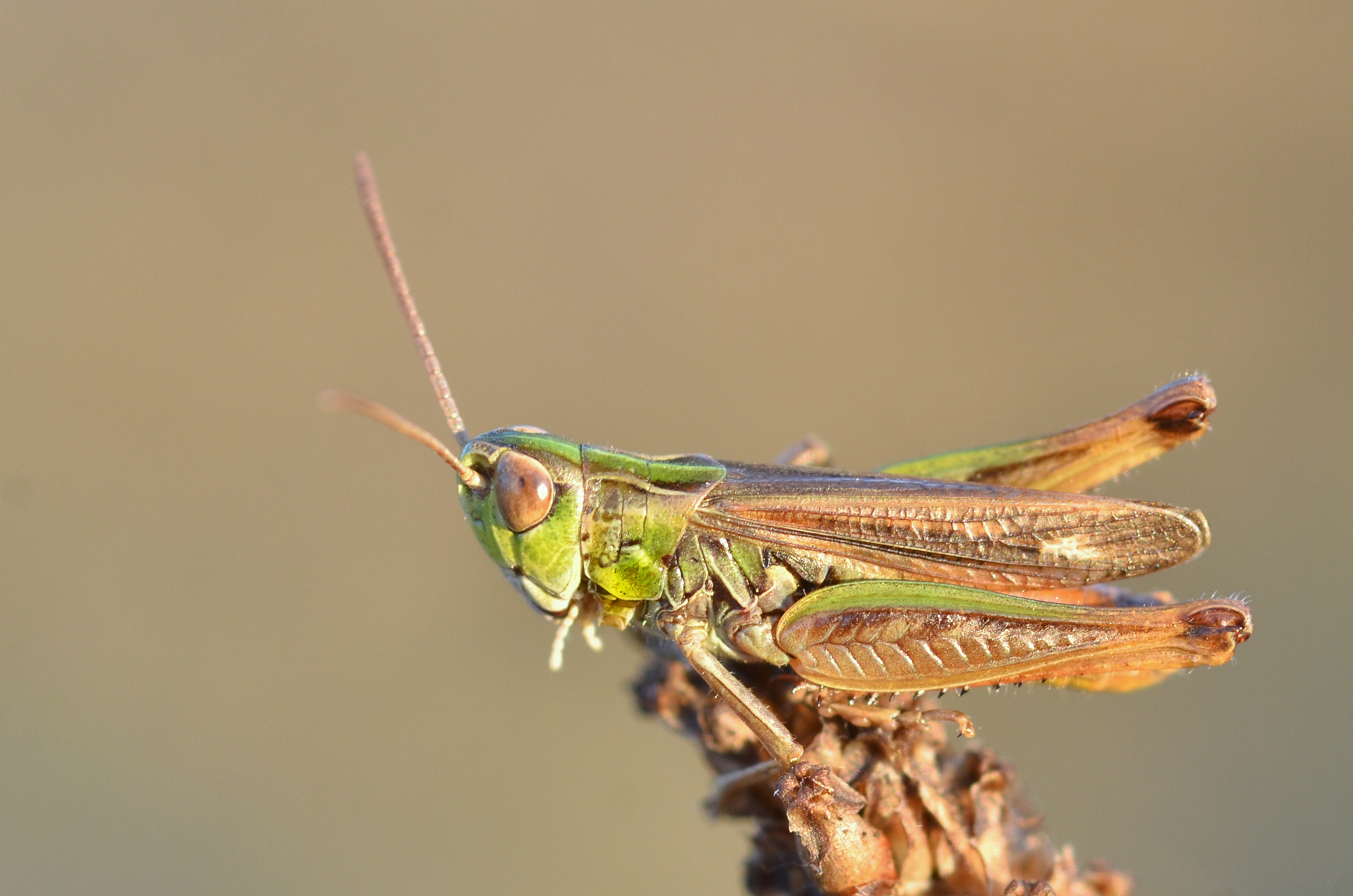

Magyarországon nem védett.